# Vízilabda az 1932. évi nyári olimpiai játékokon
Az 1932. évi nyári olimpiai játékokon a vízilabdatornát augusztus 4. és 13. között rendezték. Magyarország első alkalommal nyert olimpiai aranyérmet vízilabdában.

## Éremtáblázat
(Magyarország és a rendező ország csapata eltérő háttérszínnel, az egyes számoszlopok legmagasabb értéke, vagy értékei vastagítással kiemelve.)
| Az 1932. évi nyári olimpiai játékok éremtáblázata vízilabdában | Az 1932. évi nyári olimpiai játékok éremtáblázata vízilabdában | Az 1932. évi nyári olimpiai játékok éremtáblázata vízilabdában | Az 1932. évi nyári olimpiai játékok éremtáblázata vízilabdában | Az 1932. évi nyári olimpiai játékok éremtáblázata vízilabdában | Olimpia  |
| -------------------------------------------------------------- | -------------------------------------------------------------- | -------------------------------------------------------------- | -------------------------------------------------------------- | -------------------------------------------------------------- | -------- |
|                                                                | Ország                                                         | Arany                                                          | Ezüst                                                          | Bronz                                                          | Összesen |
| 1.                                                             | Magyarország (HUN)                                             | 1                                                              | 0                                                              | 0                                                              | 1        |
|                                                                |                                                                |                                                                |                                                                |                                                                |          |
| 2.                                                             | Németország (GER)                                              | 0                                                              | 1                                                              | 0                                                              | 1        |
|                                                                |                                                                |                                                                |                                                                |                                                                |          |
| 3.                                                             | Egyesült Államok (USA)                                         | 0                                                              | 0                                                              | 1                                                              | 1        |
|                                                                |                                                                |                                                                |                                                                |                                                                |          |
| Összesen                                                       | Összesen                                                       | 1                                                              | 1                                                              | 1                                                              | 3        |

## Érmesek
| Az 1932. évi nyári olimpiai játékok érmesei vízilabdában                                                                                     | Az 1932. évi nyári olimpiai játékok érmesei vízilabdában                                                           | Az 1932. évi nyári olimpiai játékok érmesei vízilabdában                                                   | Az 1932. évi nyári olimpiai játékok érmesei vízilabdában |
| Arany | Ezüst | Bronz |                                                          |
| Magyarország (HUN) | Németország (GER)                                                                                                  | Egyesült Államok (USA)                                                                                     |                                                          |
| --- | --- | --- | -------------------------------------------------------- |
| Barta István Bródy György Halassy Olivér Homonnai Márton Ivády Sándor Keserű Alajos Keserű Ferenc Németh János Sárkány Miklós Vértesy József | Emil Benecke Otto Cordes Hans Eckstein Fritz Gunst Erich Rademacher Joachim Rademacher Hans Schulze Heiko Schwartz | Austin Clapp Philip Daubenspeck Charles Finn Charles McCallister Wally O’Connor Cal Strong Herbert Wildman |                                                          |

## Lebonyolítás
Az öt résztvevő egy csoportot alkotott, amelyben körmérkőzések döntötték el a csoport végeredményét, ami egyben a torna végeredménye is volt.

## Csoportkör
| 1932. augusztus 4. | Németország (GER) | 7 – 31 | Brazília (BRA) |  |
| 1932. augusztus 4. |                   |        |                |  |
| 1932. augusztus 4. |                   |        |                |  |

| 1932. augusztus 6. | Egyesült Államok (USA) | 6 – 11 | Brazília (BRA) |  |
| 1932. augusztus 6. |                        |        |                |  |
| 1932. augusztus 6. |                        |        |                |  |

| 1932. augusztus 6. | Magyarország (HUN) | 6 – 2 | Németország (GER) |  |
| 1932. augusztus 6. |                    |       |                   |  |
| 1932. augusztus 6. |                    |       |                   |  |

| 1932. augusztus 7. | Egyesült Államok (USA) | 10 – 0 | Japán (JPN) |  |
| 1932. augusztus 7. |                        |        |             |  |
| 1932. augusztus 7. |                        |        |             |  |

| 1932. augusztus 8. | Magyarország (HUN) | 18 – 0 | Japán (JPN) |  |
| 1932. augusztus 8. |                    |        |             |  |
| 1932. augusztus 8. |                    |        |             |  |

| 1932. augusztus 9. | Egyesült Államok (USA) | 4 – 4 | Németország (GER) |  |
| 1932. augusztus 9. |                        |       |                   |  |
| 1932. augusztus 9. |                        |       |                   |  |

| 1932. augusztus 11. | Magyarország (HUN) | 7 – 0 | Egyesült Államok (USA) |  |
| 1932. augusztus 11. |                    |       |                        |  |
| 1932. augusztus 11. |                    |       |                        |  |

| 1932. augusztus 12. | Németország (GER) | 10 – 0 | Japán (JPN) |  |
| 1932. augusztus 12. |                   |        |             |  |
| 1932. augusztus 12. |                   |        |             |  |

1. Brazíliát kizárták a Németország elleni mérkőzésük utáni sportszerűtlen viselkedésükért. A két lejátszott mérkőzésük eredményét törölték.

## Végeredmény
| Helyezés | Csapat                 | M | Gy | D | V | G+ | G– | Gk  | P |
| -------- | ---------------------- | - | -- | - | - | -- | -- | --- | - |
| Arany    | Magyarország (HUN)     | 3 | 3  | 0 | 0 | 31 | 2  | +29 | 6 |
| Ezüst    | Németország (GER)      | 3 | 1  | 1 | 1 | 16 | 10 | +6  | 3 |
| Bronz    | Egyesült Államok (USA) | 3 | 1  | 1 | 1 | 14 | 11 | +3  | 3 |
| 4.       | Japán (JPN)            | 3 | 0  | 0 | 3 | 0  | 38 | –38 | 0 |
|          |                        |   |    |   |   |    |    |     |   |
| 5.       | Brazília (BRA)         | 2 | 0  | 0 | 2 | 4  | 13 | –9  | 0 |

| Az 1932. évi nyári olimpiai játékok férfi vízilabdatornájának olimpiai bajnoka |
| · MAGYARORSZÁG · 1. cím                                                        |
| ------------------------------------------------------------------------------ |